# Kensuke Ohira

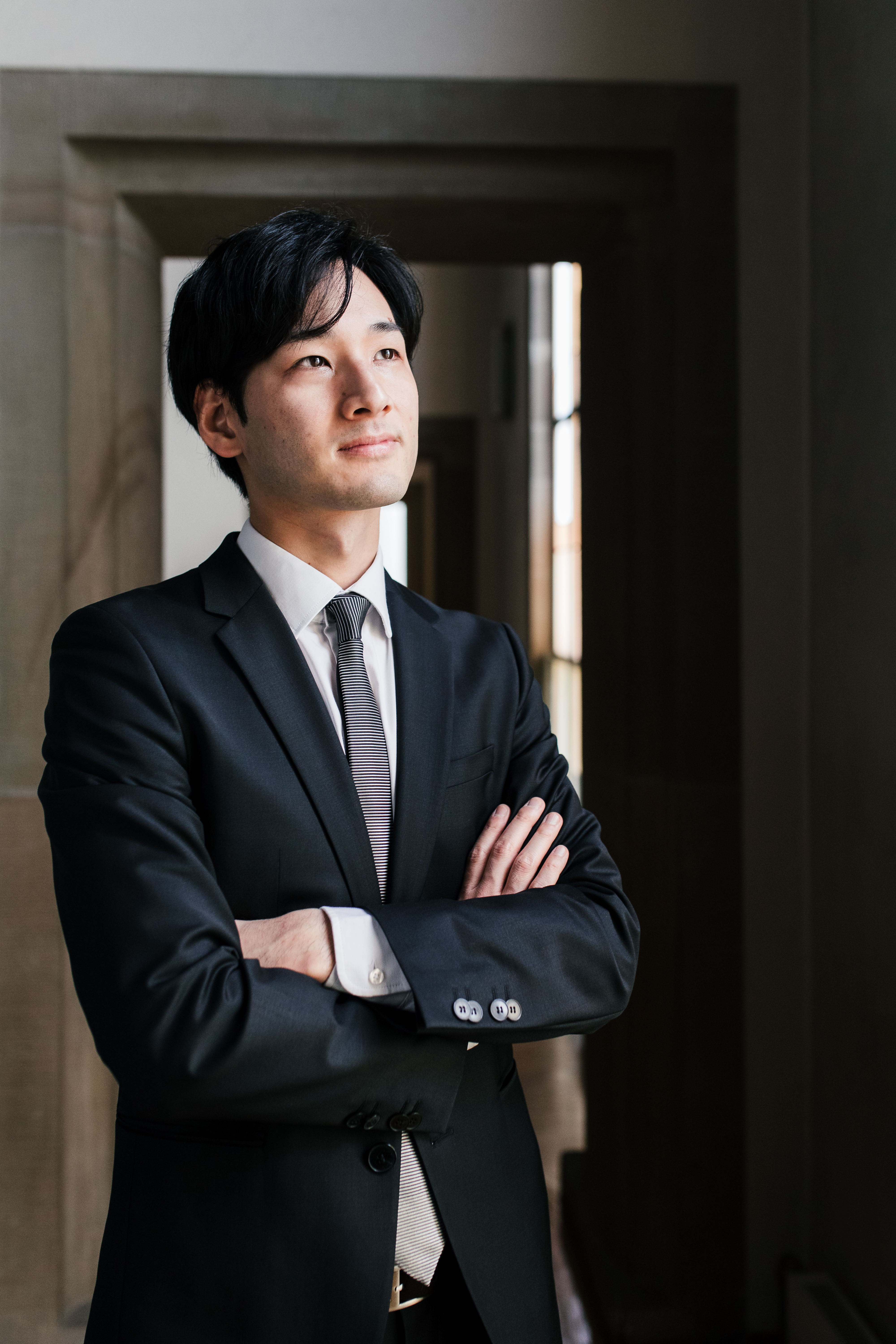
Kensuke Ohira (2017)

Kensuke Ohira (japanisch 大平 健介 Ōhira Kensuke; * 7. Februar 1986 in Yokohama) ist ein japanischer Organist und Dirigent.

## Leben
Kensuke Ohira erhielt zunächst Orgelunterricht bei Hiroko Asai (Organistin an St. Ignatius Tokio) und studierte dann an der Universität der Künste Tokio bei Rie Hiroe und Masaaki Suzuki. Mit einem Stipendium des DAAD und japanischen Kulturministeriums kam er 2010 nach Deutschland an die Hochschule für Musik Würzburg zu Studien bei Christoph Bossert (Orgel, Meisterklassendiplom) und Jörg Straube (Chorleitung). Dort legte er auch das Kirchenmusik-Bachelor-Examen ab und ging zu weiteren Studien an die Hochschule für Musik und Theater München, u. a. der Neuen Musik bei Bernhard Haas.
Als Dirigent gründete er 2010 den Bachkantatenclub Würzburg und leitete ihn bis 2015. Nach einer Tätigkeit als musikalischer Assistent an der Stiftskirche Stuttgart bei Kay Johannsen 2015–2016 und einer einjährigen Vertretung auf einer Kirchenmusikstelle in Stuttgart-Botnang sowie der musikalischen Leitung der Konzertreihe in der Schlosskapelle Solitude kam er 2018 als zweiter Stiftsorganist zurück an die Stiftskirche und war in dieser Funktion an zahlreichen liturgischen Diensten, Projekten und Aufführungen beteiligt.
Anfang 2021 siedelte er wieder in seine Heimat über und wirkt neben seiner Konzerttätigkeit als Hauptorganist der Hijirigaoka-Kirche in Tokio. Darüber hinaus war er zunächst Organist des Ensemble Muromachi, bevor er 2022 auch dessen Leitung in Nachfolge von Laurent Teycheney übernahm. Außerdem ist er Artist in Residence des Tajimi-Chores und Titularorganist der Meiji-Gakuin-Universität Yokohama.
Kensuke Ohira ist verheiratet mit der japanischen Konzertorganistin Mami Nagata, mit der er auch als Orgelduo auftritt.

## Konzerttätigkeit
Kensuke Ohira verfolgt eine umfangreiche internationale Konzerttätigkeit mit einem breiten Repertoire an der Orgel. Er spielte bei renommierten Konzertreihen wie den Dresdner Orgelwochen in der Frauenkirche, dem Orgelsommer im Freiburger Münster, dem Hamburger Orgelsommer im Mariendom Hamburg, dem Sunday Recital in der St Paul’s Cathedral und der Saison Musicale d’Orgue in der Cathédrale de Fréjus. Als Solist arbeitete er mit Orchestern wie dem Japan Philharmonic Orchestra und der Geidai Philharmonia (u. a. mit der japanischen Uraufführung des Concerto for Organ and Orchestra von Thierry Escaich) zusammen. Er musiziert regelmäßig mit Duopartnern, mit denen er auch mehrere CDs eingespielt hat.
Auf zwei YouTube-Kanälen veröffentlicht Ohira Einspielungen an einer Vielzahl von Orgeln, darunter vielen historischen Instrumenten in Deutschland, und beispielsweise im März bis April 2020 während der Corona-Pandemie die Reihe „Orgelmusik für die Seele“ mit täglichen Beiträgen aus der Stiftskirche Stuttgart.

## Preise und Auszeichnungen
- 2010: Stipendium des DAAD und japanischen Kulturministeriums
- 2016: Gewinn des Johann-Pachelbel-Preises (1. Preisträger) der ION Musica Sacra Nürnberg

## Diskografie
- Du meine Seele singe. Accent Music (Wender-Orgel der Bachkirche Arnstadt, mit Jörg Reddin, Orgel und Bariton; = Kirchenmusik in Arnstadt Vol. 1)
- Meine Seele ist still zu Gott. Johann Sebastian Bach als Vorbild für Komponisten des 19. Jahrhunderts. Accent Music (Steinmeyer-Orgel der Bachkirche Arnstadt, mit Jörg Reddin, Bariton u. Männerquartett Fracksausen; = Kirchenmusik in Arnstadt Vol. 2)
- Kensuke Ohira – 1st Prize ION Organ Competition 2016 – Wiegleb Organ Ansbach. Spektral 2016
- Rejoice – Vocal music by Kay Johannsen. Carus 2018 (mit solistenensemble stimmkunst)
- Urlicht – Symphonische Orgel. Ambiente Audio 2019 (mit Seda Amir-Karayan, Alt; Seifert-Orgel des Hildesheimer Doms)
- De Profundis. Organum Classics 2020 (mit Jo Kishigami, Horn; Goll-Orgel von St. Martin Memmingen)
- unio mystica. Organum Classics (2020; mit Ulrich Hermann, Fagott; Mühleisen-Orgel der Stiftskirche Stuttgart)